# Молдова на зимових Олімпійських іграх 2018
Молдова на зимових Олімпійських іграх 2018, що проходили з 9 по 25 лютого 2018 у Пхьончхані (Південна Корея), була представлена 2 спортсменом у 2 видах спорту — гірськолижний спорт та лижні перегони. Прапороносцем на церемонії відкриття став лижник Ніколае Гайдук.
Молдова усьоме взяла участь у зимових Олімпійських іграх. Молдовські спортсмени не здобули жодних медалей.

## Спортсмени
| Вид спорту          | Чоловіки | Жінки | Всього |
| ------------------- | -------- | ----- | ------ |
| Гірськолижний спорт | 1        | 0     | 1      |
| Лижні перегони      | 1        | 0     | 1      |
| Усього              | 2        | 0     | 2      |

## Гірськолижний спорт
| Спортсмен       | Дисципліна                  | Спуск 1 | Спуск 1 | Спуск 2      | Спуск 2      | Разом   | Разом |
| Спортсмен       | Дисципліна                  | Час     | Місце   | Час          | Місце        | Час     | Місце |
| --------------- | --------------------------- | ------- | ------- | ------------ | ------------ | ------- | ----- |
| Крістофер Герль | комбінація (чоловіки)       | 1:22.25 | 41      | не стартував | не стартував | —       | —     |
| Крістофер Герль | швидкісний спуск (чоловіки) | Н/Д     | Н/Д     | Н/Д          | Н/Д          | 1:45.21 | 40    |

## Лижні перегони
| Спортсмен      | Дисципліна                      | Фінал   | Фінал       | Фінал |
| Спортсмен      | Дисципліна                      | Час     | Відставання | Місце |
| -------------- | ------------------------------- | ------- | ----------- | ----- |
| Ніколае Гайдук | 15 км вільним стилем (чоловіки) | 43:43.3 | +9:59.4     | 106   |